# Боскеднан
Боскедна́нське ка́м'яне ко́ло — частково відновлений доісторичний кромлех, розташований за 6 км на північний схід від міста Пензанс (англ. Penzance) у Корнуоллі. Традиційно кромлех відомий під назвою «дев'ять дівчат» або «дев'ять каменів», хоча спочатку він складався з 22 каменів, розташованих по периметру в 69 метрів.

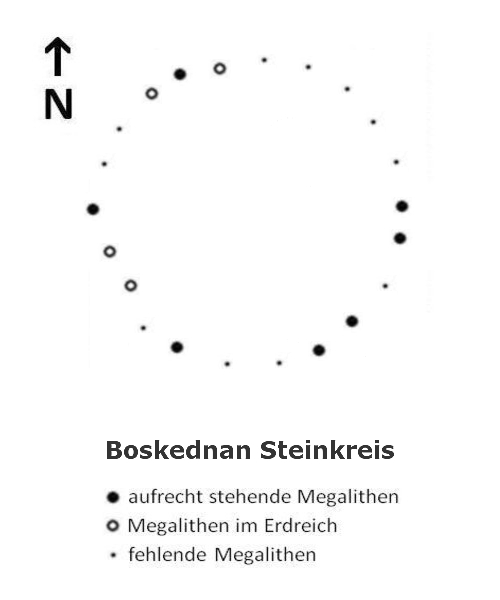
Розташування каменів

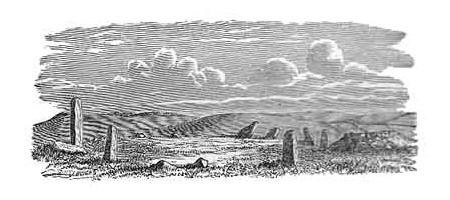
Ілюстрація William Copeland Borlase, 1872